# うぽって!!
『うぽって!!』（UPOTTE!!）は、天王寺キツネによる日本の漫画。また、それを原作とするアニメ作品。
スピンオフ作品である『うぽって!!なの』についても解説する。

## 概要
2009年7月に、角川書店の新雑誌『ヤングエース』の創刊に合わせて連載を開始。同誌にて2011年3月号（2011年2月4日発売）まで掲載（第19話）。その後、同社の『月刊少年エース』に移籍し、2011年6月号（2011年4月26日発売）より連載を再開。2020年2月号から2022年10月号まで休載していた。また、同社の『4コマnanoエース』において、創刊号のVol.1（2011年3月9日発売）から『うぽって!!なの』の連載が開始され、『4コマnanoエース』の休刊号まで連載された。
ストーリーや登場人物についてはどちらも共通する世界観を使用しており、現在は並行して連載中。『うぽって!!』は通常の漫画のコマ割りと4コマ漫画形式（場合により変則的な5コマ漫画）が混在する手法がとられており、一方で『うぽって!!なの』は4コマのみで描かれている。
テレビアニメが2012年4月から6月までニコニコ生放送にて先行配信、同年7月から独立局ほかにて放送された。全10話で構成され、漫画4巻始めの熱海戦までがアニメ化されている。

## あらすじ
新任の現国教師が赴任した青錆学園は、銃器（初等部はサブマシンガン・中等部はアサルトライフル・高等部はバトルライフルで分類）の子女が通う学校だった。さらに、教師達も現国教師を除く全ての教師が銃器である。

## 登場人物
「銃器の少女たち」は、作者（天王寺キツネ）が無可動実銃やトイガンを見て感じたことを擬人化したもの。また、擬人化した理由については、作者の銃に対する「萌え心」を簡易的に読者に理解してもらうためだと、書かれている。キャラ名右側の（カッコ）で記載しているのがモデルとなった銃器（説明の最後にも記載）。
「声」はアニメ版における担当声優。

### 青錆学園

#### 主要人物
ふんこ / FNC（エフエヌシー）
声 - 野水伊織
本作の主人公。ベルギーのFN社生まれ。中等部の生徒。
射撃の成績は優秀。社交的な性格なため友人が多く、風邪を引いた現国の見舞いを行ったり、しぐやちゅーすりなど人と孤立しがちな面々を放っておけないなど、世話焼きで優しく思いやりがある。
周りがボケ役ばかりなので、自然とツッコミ役になることが多い。また、しぐやあぐなど同性の友達から好意を持たれることが多い。
姉の命名による「ふんこ」というあだ名（姉のふぁるがつけたとされている）にコンプレックスを持っており、教師陣も「FNC」とは呼ばない。それゆえに、本名で呼んでくれる人には条件反射的に好意を示す。
スケルトン・ストックであるため、Tバック（これも、コンプレックスの一つ）を着用している。このことを知らない現国が指摘した際、激怒して発砲したため現国を病院送りにして自宅謹慎処分を受けた。
チーム対抗戦ではいちはちとコンビを組むが、準決勝でサコにレシーバーを壊され軽傷を負ってしまう。更にチーム対抗戦の最後にサコにファーストキスを奪われるが、それによってレシーバーが治った。
モデルのFNCは、性能は一級品でありながら運がなく売れなかったためあまり有名ではないが、作者（天王寺キツネ）のお気に入りの銃である。また、アサルトライフルとしては少し重い（4100g）であることを気にしている。
モデルはFNC。
いちろく / M16A4
声 - 富樫美鈴
アメリカのコルト社生まれ。中等部の生徒。
言動は短絡的だが、中等部のリーダー的存在、またそのスリムな体型がみんなの憧れであり雑誌のモデルをしていて、初等部の生徒たちからも人気がある。大阪弁で話す。休憩&サボりがち。犬好き。
ふんこを「フッこ」と独自のあだ名で呼ぶ（コンプレックスに対する配慮ではなく、あだ名を覚え間違えたのが原因だが、ふんこはそれを知らず、いちろくがやさしいからだと勘違いしている）。ふんこの親友（マガジンを共有できるため作者がそう設定した）。アホではないが行動はその限りではない。
不出来な姉のいちよんを持つことに対して、コンプレックスを持つ。また、姉と一緒にされることを嫌がる。いちよんともどもよく教師陣に叱られる問題児であるが、熱海でサイガとアバカンを撃破した時は教師陣から胴上げされて喜ばれた。
チーム対抗戦前、些細な事でパートナーだったえるの故障癖を責めたが、サコ＆ガリル戦での活躍から彼女を見直した。
モデルはM16A4。
しぐ / SG550
声 - 佐土原かおり
スイスのシグ社生まれ。中等部の生徒。
お嬢様で優等生。
じーすりからは「中等部にしておくのは惜しい」と言われるほど遠距離射撃の腕が良い。しぐもじーすりを尊敬しており「奥の手」を伝授された。夢はお嫁さんになること。
また寒さにも強く、マイナス25度の冷凍倉庫にいても平気。
対抗戦後に髪型が変わった（サコの狙撃によりお団子頭を撃たれてしまったため）が、江ノ島編では元に戻っている。
転入したての頃は、その優秀さゆえに周りを見下していた。そして、てっぺんで閉じ籠って誰も近づけなかったところにふんこが最初に声をかけたことから、ふんこに対して特別な感情を抱いており、ふんこに対してはとても優しく、ことあるごとにふんこを守る姿が見られる。それ故に、熱海戦では痛い目に合ったり、ふんこがほかの女子といることに激怒したりしている。
モデルはSG550。
える / L85A1
声 - 味里
イギリスのロイヤル・スモール・アームズ・ファクトリー生まれ。中等部の生徒。
無口だが、頭の中ではいろいろ考えており、表情は多彩。同級生だけでなく初等部の生徒にもあまり頼りにされていないが、嫌われているわけではない。バトルライフルよりも重い（4700g超）。隠れ巨乳。
実銃と同様に病弱（ポンコツ）だが根性はあり、対抗戦での優勝に導いた。頻発する故障を乗り越える工夫も欠かさない。酷い目に遭う事が多く不憫。ふんこの姉のFALを崇拝している。
モデルはL85A1。
現国（げんこく）
声 - 近藤孝行
青錆学園に赴任してきた新任教師。本作のもう一人の主人公。
学園の教師で数少ない「普通の人間」。何だかんだで酷い目に合う。担当が現国のためこう呼ばれているが、ふんこたちは誰も本名を知らない。赴任してきてから学校の寮に住んでいる。
生徒の銃のことはみな正式名称で呼ぶ。ライフルを構える姿勢は良いが、狙いが甘く、祭りの射的ではふんこが痛い目を見る。デリカシーに欠ける言動のため、ふんこから乱射をされることもしばしば。
ふんこの乱射を受けたことにより銃嫌いになり、生徒達が些細なケンカなどですぐに銃を使用することを厳しく叱る。反面、生徒達を大切に想っているため、危険なことに巻き込ませないため過保護になる一面もある。
現国と呼ばれているため日本人に思われがちだが、その正体はアメリカ合衆国の天才銃器設計家ジョン・ブローニングの子孫（アメリカ人）。銃として生まれた者達からしてみれば羨望の的であり、ふじこ曰く「玉の輿」とのこと。

#### 初等部（サブマシンガン）
えむぴ/ちいすり (MP5A2)
声 - 堀川千華
ドイツのH&K社生まれ。じーすりの妹。ふんこ達からは「ちいすり＝小3」（小さいG3）と呼ばれる。
姉と同様に優秀で、初等部の生徒会長（リーダー）。他にもたくさんいる妹のお世話もできる優等生。優等生故か、ウージーやTMPから決闘を申し込まれることもしばしば。
モデルはMP5A2。
ウージー (UZI SMG)
イスラエルのIMI社生まれ。
えむぴが来るまでは初等部のリーダーを自認していたが失脚。そのゆえに、えむぴに事あるごとに突っかかる。『なの』第7話以降は、同第4話に登場したオオカミに乗っている。
モデルはUZI。命中率は悪いがタフで信頼性の高い銃。
TMP (ステアー TMP)
オーストリアのシュタイアー・マンリヒャー社生まれ。あぐの妹。
携帯性、命中精度ともにバランスのとれた優等生。えむぴにライバル心を燃やす。姉同様、ふんこに好意を持ち慕っている。姉のあぐから「タマピー」と呼ばれていることと、銃床無し（ノーパン）であることに対し、コンプレックスを持っている。
モデルはステアーTMP。
ラム (アニメでは"えむてん")(Ingram M10)
声 - 藤村歩
アメリカのミリタリー・アーマーメント・コーポレーション社生まれ。えむぴのクラスメイト。
発射速度が高速なのでセリフが吹き出しからはみ出すほどおしゃべり。実銃がトップヘビーな事からロリ巨乳設定。寮では「うるさい」ので抜弾されている。
モデルはイングラムM10。別名「カートシャワー」と呼ばれ、回転速度の速さが売りのサブマシンガン。
ごっさん (HK53)
声 - 積田かよ子
ドイツのH&K社生まれ。じーすりの妹。
長身で初等部の中では頭ひとつ出ているため、ふんこ達からは「中等部では？」と疑われた。モデルのHK53は、中等部と同じ5.56mmを使用する銃だが、H&K社ではサブマシンガンに分類されているため、作中では初等部に所属している。
モデルはHK53。
レタ (ベレッタM12S)
イタリアのベレッタ社生まれ。えむぴの友人其の二。
陽気で噂話好きなイタリア娘。帽子を愛用。
モデルはベレッタM12S。
サフ (FAMAE S.A.F.)
チリのFAMAE社生まれ。えむぴの友人。
SIG540が原型のため、しぐを敬愛している。熱海編でしぐが遅れを取ったのはちゅーすりのせいだと思い込んでクラスメイト数人でちゅーすりを襲撃する。しかし、それが初等部が暴走する切っ掛けになってしまう。
モデルはFAMAE S.A.F.。
エスディー(H&K MP5 SD)
じーすりの妹。
隠れんぼの達人で根暗そうな雰囲気。
モデルはH&K MP5SD。
H&K　MP5K
じーすりの妹。
UMPとよく喧嘩する。
モデルはH&K MP5K。
ユンビ（H&K UMP）
じーすりの従妹。
MP5Kとよく喧嘩する。
モデルはH&K UMP。
ナナ（H&K MP7）
じーすりの従妹。
ツインテールの髪型をしている。
モデルはH&K MP7。
コブラ (ヤティ・マティック)
フィンランドのタンペラン・アセパヤ社生まれ。えむぴのクラスメイト。
レイバンのサングラスと冷めたピザをこよなく愛する。サングラスを外すと超美少女（友人に宝の持ち腐れといわれるほど）。あだ名は同銃が登場する同名の映画に由来する（サングラス姿と「冷めたピザ」も同様）。モデルのヤティマティックが銃床無しのためノーパンであるが気にしている様子はない。
モデルはヤティマティック。
マット (MAT1949SMG)
フランスのチュール造兵廠生まれ。えむぴのクラスメイト。
熱海で中等部が失態を犯したとして不満を口にしていたところを、ビゾンの口車に乗せられて中等部と初等部の内紛を起こしてしまう。
モデルはMAT1949。
マス (MAS 1948)
マットの取り巻きの一人。
突っ込みがちなマットに代わって作戦を巡らす参謀的存在。
モデルはMAS 1948。
ホチキス (ホチキスT.U.)
マットの取り巻きの一人。
知恵が働くマスの方が生徒会長に向いていると考えている。
モデルはホチキス・タイプ・ユニバーサル。
スターリング (スターリングMk4)
イギリスのスターリング・アーマメント社社生まれ。
生徒会長に立候補した一人。
モデルはスターリングMk4。
コルト (COLT M635)
アメリカのコルト社生まれ。
生徒会長に立候補した一人。ごっさんと同じ位の長身を誇る。
モデルはCOLT M635。
スターZ84
スペインのスター社生まれ。
生徒会長に立候補した一人。他の候補者と違って影が薄く雑魚扱いされている。
モデルはスター・モデル Z84。
ワルサーMPL
ドイツのワルサー社生まれ。
新聞部所属。
モデルはワルサーMPL。
ジュリア・ブローニング
『うぽって SISTERS!!』から登場。現国とリサの妹である「普通の人間」。リサともに青錆学園に転校する。
元気で明るい性格で、コミュニケーション力も高く、転校して瞬く間にクラスメイトたちと仲良くなる。

#### 中等部（アサルトライフル）
いちはち (AR18)
声 - 合田彩
アメリカのアーマライト社生まれ。
いちろくの従姉妹なためか、顔は割と似ている（本来は同じアーマライト生まれなので血筋としては姉妹に相当するが、いちろくが小さいころコルト社に養子に行ったため従姉妹となってしまった。現在はFNC所属のFN社でもライセンス生産されている）。何かとクセが強い中等部ではマトモな部類に入る（いつもの、メンバーの中では一番の常識人といわれる）。寮ではふんこのルームメイト。実家が日本であり、母親から大量の餅が送られてくる（なぜか、いちろくにも送られてくる）。ガリルに懐かれて以降、常に二人で行動している。
モデルはAR18。
あぐ (AUG A1)
声 - 古谷静佳
オーストリアのシュタイアー・マンリヒャー社生まれ。中等部生徒会会長。
標準で光学サイト搭載なのでメガネっ娘。髪型はショートヘアー。銃身をヘビーバレルに交換して分隊支援火器仕様になると、髪型がロングヘアーになって性格も過激になる。ふんこのことが好きだが勇気が出ず話しかけることすらできない。また、えるを出し抜いて成功した銃のため、えるとは見下さないものの距離を置く場面がある。
中等部の生徒が拳銃弾で撃たれたことから初等部と中等部の対立に参加し、それを止めようとしたトンプソン先生とバトルを演じたため謹慎処分を食らう。
アニメ版ではチーム対抗戦で、ていとコンビ（チームG）を組む。ふんこへの好意がより強調されており、彼女を「ふんこ様」と呼んでいる。お近づきになろうとヘビーバレルで話しかけて怖がらせてしまったことがある。また、ショートヘアーのカツラを被り、脱ぐとロングヘアーに変身する。
モデルはステアーAUG A1。
てい (T91)
声 - 井口裕香
台湾の第205兵站廠生まれ。中等部生徒会会計。
あぐと仲が良く、あぐがふんこと仲よくしたいと言い出した時には快く協力している。語尾に「～ね！」と付ける。
アニメ版ではチーム対抗戦で、あぐとコンビ（チームG）を組む。いちろくに「噴水頭」と呼ばれている。
モデルはT91。
サコ (SAKO Rk95)
声 - 山中まどか
フィンランドのサコー社生まれ。
番長気質で、学園の支配を目論んでガリルとともに転校してきた。背が高くエルフのような長い耳で、京言葉を喋る。性格はドS。戦術に長けた実力者で、対抗戦の時は決勝まで進出し、チーム対抗戦で中等部をかき乱して行ったが、いちろくとえるに負けて再び転校。紅鋼高との対戦を予測し、ガリルを青錆学園において行った。ふんこのことが気に入り、ファーストキスを奪う。その後、再び青錆学園に転校し、裏で手を回してふんこと同室となる。
アニメ版では、熱海編でガリルの連絡を受けて熱海へ救援に駆け付ける。
モデルはRk95。
ガリル (GALIL AR)
声 - 本多真梨子
イスラエルのIMI社生まれ。
イヌ耳・イヌ尻尾が特徴。鼻がよく利き、敵を嗅ぎ分けられる、そのおかげで、熱海戦において、いちろくたちに少しばかり有利な状態になる。性格的にはアホで言動はやや無軌道。サコの子分ではあるが、不良ではない。
チーム対抗戦後、おぼれていたところを救出してくれたいちはちに懐く。
モデルはGALIL AR。
ちゅーすり/ミミ (Hk33E)
声 - 赤﨑千夏
ドイツのH&K社生まれ。じーすりの妹。
身長と涙ボクロ以外はじーすりと瓜二つの顔立ち。「ちゅーすり＝中3」とはしぐが勝手に付けたあだ名で、妹達からは「ミミ姉ェ」と呼ばれている。ただし、あだ名に対するコンプレックスはふんこ以上のようで、しぐに「ちゅーすり」と言われるたびに銃本体を振り回したり、いちはちが「ミミちゃん」と呼ぶことに抵抗している。姉（じーすり）の覚えがめでたいしぐに対抗心を燃やす。一方、同じ優れた姉を持つふんことは親近感を抱いており、比較的仲が良い。プライドは高いが、いまひとつ薄幸な性質で、毎回酷い目にあう。能力はともかく、その短気な性格からミレ先生に特に注意されていた。
アニメ版ではじーすりからも、短気なことを心配されている。
モデルはHk33E。
ヨイ (H&K G41)
じーすりの妹。
ショートヘアにヘアバンドをしている。
モデルはH&K G41。
さんろく (H&K G36)
じーすりの妹。
妹達で一杯のマンションの自宅を嫌って一人だけ寮に住んでいる。
モデルはH&K G36。
えむふぉー (M4A1)
アメリカのコルト社生まれ。中等部生徒会副会長。
M16A4のカービンタイプ。M16シリーズより人気者のため、あちこちに引っ張りだこのため、ほとんど学校にはいない。いちろくからは「えむよん」と呼ばれているが、そう呼ばれることを嫌っている。奇襲戦や小回りが利く素早い動きで相手を翻弄する戦いを得意とする。
モデルはM4A1
ベネリ (ベネリM3)
イタリアのベネリ社生まれ。中等部生徒会書記。
中等部では唯一のショットガン。生徒会に寄せられた苦情をあぐに報告している。江ノ島のベネリ(ベネリM4の方)との詳しい関係は不明。
モデルはベネリM3。
ふぁら (FARA 83)
声 - 巽悠衣子
ウェーブのかかったショートヘアーをツーサイドアップにしている。
チーム対抗戦では、もでろとコンビ（チームK）を組み、ふんこ・いちはち組（チームF）と対決して敗北。熱海編後、暴走した初等部の襲撃を受ける。
寮での幽霊騒動では最初に幽霊を目撃して巻き込まれてしまっている。
モデルはアルゼンチン・FMAP製FARA 83。
もでろ (Model L)
声 - 伊瀬茉莉也
赤髪でショートヘア。
チーム対抗戦では、ふぁらとコンビ（チームK）を組み、ふんこ・いちはち組（チームF）と対決して敗北。
モデルはスペイン・CETME製Model L。
さー (SAR 21)
声 - 佐藤聡美
標準で光学サイト搭載なのでメガネっ娘。
チーム対抗戦では、はちはちとコンビ（チームA）を組み、いちろく・える組（チームE）と対決して敗北。
モデルはシンガポール・CIS（現ST Kinetics）製SAR 21。
はちはち (SR 88A)
声 - 南條愛乃
髪型はウェーブのかかったセミロング。
チーム対抗戦では、さーとコンビ（チームA）を組み、いちろく・える組（チームE）と対決して敗北。
熱海編後、暴走した初等部の襲撃を受ける。
モデルはシンガポール・CIS（現ST Kinetics）製SR 88A。
きゃる (FN CAL)
事実上、ふんこの姉で、ふぁるの妹。しかし、モデルとなったCALが欠陥銃のためなかなか出欠しないため、ふんこたちと会うことは少なく、本編では出てこない。
チーム対抗戦では、しぐとコンビ（アニメ版ではチームC）を組む予定だったが欠場。その為、しぐも対抗戦に不参加となった(そのため一回戦の相手(アニメではあぐ・ていのチームG)は不戦勝になる)。
漫画の第3巻において、CALについては説明されている。モデルのCALはアサルトライフルの中でも最軽量の部類に入り、きゃるはスリム美人と設定されている（ふんこと同じ髪型をしたワンピース姿で描かれるほか、同人誌「るふいら」にてデフォルメ姿で描かれる）。
モデルはベルギーのFN製FN CAL。
いんべる

しーなな
アニメ版ではチーム対抗戦で、いんべる・しーなな組（チームB）として参加。メガネっ娘とウェーブがかかったセミロングの二人組。戦闘シーンもなく、サコ・ガリル組（チームD）に敗北。その後サコと結託してえるの居場所を教えるスパイ行為を行ったが、注意してきたしぐが目の前で狙撃されると悲鳴を上げた。

リサ・ブローニング
『うぽって SISTERS!!』から登場。現国の妹でジュリアの姉である「普通の人間」。ジュリアとともに青錆学園に転校する。
身長が190cmとかなりの長身で、眼鏡を掛けているが見かけによらず抜けている面が多い。いちろくから「現子（現国の妹だから）」とあだ名を付けられる。
生まれた時にテディベア代わりに何故かBARを与えられ、常にそれを携帯していた。転校した時は、さすがに日本に持ち込めなかったため、BARのトイガンに代えた。
現国と同じく銃に関する知識は殆どなく、青錆学園の実態にかなり困惑していた。ライフルの構えは良いが、命中率は非常に悪い。

#### 高等部（バトルライフル）
ふぁる (FAL L1A1)
声 - 美名
イギリスのロイヤル・スモール・アームズ・ファクトリー社生まれ。ふんこの姉。
FNCを「ふんこ」と名付けた張本人で、妹思い。高等部の生徒会長を務めている。えるからは崇拝されている。真面目で毅然としているが、臨海学校では浮かれていたり虫が苦手だったり意外な一面も見せる。なお、FN社生まれのFN FALは別人として存在しており、そちらは青錆学園とは別の学校にいるらしい。また、自分を押し殺してしまう一面がある。
モデルとなったFALは「世界三大アサルトライフル」に数えられる傑作銃。
モデルはベルギーのFN社製FN FALからフルオート機構を取り除くなどしたイギリス仕様版L1A1。
いちよん (M14)
声 - 藏合紗恵子
アメリカのスプリングフィールド造兵廠生まれ。いちろくの姉。
何かとガサツでオヤジギャグが好きなためか、「G（がっかり）美人」というあだ名を付けられている（本人はゴージャス又は、ごっついの「G」だと思っている）。ふぁる同様に妹思い。ノーコンで、フルオート時の着弾範囲はいちろく曰く「10mを超える」とのこと。熱くなると止まらなくなり、文化祭では2－A教室でいちろくと争ってしまう。
モデルはM14。
じーすり (G3A3)
声 - 小菅真美
ドイツのH&K社生まれ。
狙撃の腕は天下一品。しぐとは良き友人となっている。フルオートスナイプでは20cmのグルーピングを発揮する。また、その際の反動を抑える裏技もあるが、ふぁる曰く「はしたない」。本人も「奥の手」としており、赤面しながら仕方がなかったと言うほど「はしたない」。ノーコンで悩むいちよんに伝授したが、彼女して「恥ずかしい、いや、はしたない」と言わしめた（一方、しぐは対抗戦の際に二度も使用しており、抵抗がないのだと思われる）。
妹思いな面があり、ちゅーすりが学校に溶け込めているか心配して制服を入れ替えて登校するという大胆な行動を起こす。しかも、変装は完璧だと思い込んでいたが、いちはちやあぐなど一部の生徒に気付かれていた。しかし、その行動が後に仇となってしまう。
モデルとなったG3A3は「世界三大アサルトライフル」に数えられる傑作銃。唯一の欠点は、変形癖（どうやら持病のようなものであるらしい）があること。
モデルはG3A3。
エーアール (AR-10)
アメリカのアーマライト社生まれ。ふぁるのクラスメイト。
AR-15(のちのM16)のベースになったため、いちろくと似ている。
モデルはAR-10。
フラン (LF-59)
イタリアのフランキ社生まれ。ふぁるのクラスメイト。
江ノ島編でふぁる達と同行している。
モデルはLF-59

#### 学園関係者
トンプソン先生 (Thompson M1928)
声 - 大原さやか
アメリカのオート・オーディナンス・コーポレーション生まれ。初等部の教師。
金髪・碧眼・グラマーで、学園きってのダイナマイトボディの持ち主。片言の日本語を使う。ふじこ先生とルームシェアしている。面倒見は良いが、ふじこ先生がいないと不安がる一面も見られる。
アメリカ生まれなためか、ヨーロッパを「ヨーロップ」と発音する。また、過去においてはギャング御用達の銃であったことから、「先生は昔ワルだったらしい」と初等部の生徒が噂をしている場面もある。実際、ブチ切れるとかなり凄みのある表情を見せ、初等部と中等部の対立で初等部の生徒を痛めつけるあぐに激怒し、バトルを演じたことがある。そのため、初等部の生徒達に恐がられてしまい、さらにそのバトルのことで減俸を受けてしまう。
モデルはトンプソンM1928。
ふじこ先生 (FG42)
声 - 浅川悠
ドイツのラインメタル社生まれ。高等部の教師。
オッド・アイで、右目は常に暗闇に慣らしておくために眼帯をしている。トンプソン先生のルームメイト。学園内では軍服を着ているが、学園外では普通の私服を着ているため現国に別人と思われたことがある。トンプソン先生同様、ダイナマイトボディの持ち主。
花壇には食べられる植物しか植えない実利主義者だが、食用菊と勘違いしてタンポポを食したり、ブロッコリーを「ブッコロリー」と呼ぶなど園芸の知識には疎い模様。また、臨海学校の際には羽目を外してしまう一面も。
モデルはFG42。
エルマ先生 (MP40)
初等部の寮母。
トンプソン先生とも親しい。初等部の生徒からは「エルマ母さん」と呼ばれている。優しいが、生徒たちが仲良くなるために色々と画策する場面も見受けられる。
ミレ先生 (Mle.1949)
声 - 遠藤綾
図書室の司書。
黒髪セミロングの女性。また、緊急事態になっても落ち着いて対処できる頼れる先生。
エスケー先生 (SIG Sk46)
声 - 大浦冬華
保健室の先生。
ボーイッシュな女性。しぐとは遠い血縁関係にある。
モデルはSIG Sk46。
スプリングフィールド校長
声 - 三宅健太
青錆学園の校長。人間ではなく銃
黒人のような風貌で少し強面の男性だが、とても優しい。現国を中等部の生徒の成長のため青錆学園に招き入れた張本人。
モデルはスプリングフィールドM1903。
ガーランド教官
声 - 大川透
青錆学園の男性教師。人間ではなく銃。
かなりの強面で鬼軍曹の如く中等部の生徒達を厳しく鍛えている。生徒達に対して過保護になってしまう現国を、銃は戦いに身を置く事こそ本分だとして、恥をかかせてはいけないと諭す。
アニメ版では、学園祭で体を張って「ガーランド危機一髪」を行い生徒を楽しませている。妻子持ち。
モデルはM1ガーランド。
ジョンソン1941先生
中等部の寮母。
幽霊騒動で銃撃で寮を破壊したふんこ達を叱っていた。
モデルはジョンソンM1941軽機関銃。
スオミ先生(Suomi M1926)
初等部の男性教諭。
顔がまったく映されないという扱いの悪さに嘆いている。
中等部と初等部の関係を改善するために、現国に中等部と初等部が混合した合同演習を提案し催す。
実は赤鋼校のスパイであり、合同演習後姿を消して田舎に隠れていたがトンプソン先生に発見され、裏切った理由を述べた後に隙を突いて銃撃しようとしたが返り討ちに遭う。
モデルはスオミM1926。
グリース先生 (M3 Submachine Gun)
初等部の男性教諭。
スオミM1926先生と同様顔がまったく映しだされない。
モデルはM3サブマシンガン。
アルマゲーラ OG44先生
初等部の女性教諭。
上記の2人とは違いしっかりと顔が映し出されていたことに、トンプソン先生から喜ばれた。
教授
学園の寮で飼われている犬。
いちろくによると「学園創立以前からの住人で推定30歳（人間だと130歳相当）」と言っていたが、実際はたったの4歳であることが判明した。

### 紅鋼工業高校

#### 三本線
アーカー47 (AK47)
ロシアのイズマッシュ社生まれ。
赤鋼執行局の一人で、同校の尊敬を一身に集める紅鋼校のリーダー。
前髪を斜めに切ったような髪型で、かつての現国の教え子。
熱海編でななよんに熱海の計画に旗を持たせ、自身は熱海に訪れていない。
モデルはAK-47。
エーケーエム (AKM)
ロシアのイズマッシュ社生まれ。
赤鋼執行局の一人。
いちろくとは因縁があり、サイガの無線で彼女の声を聞いたいちろくはすぐに激昂した。
熱海を訪れていたが、戦闘には参加していない。
モデルはAKM。
エスケーエス (SKS)
ロシアのツーラ造兵廠生まれ。
赤鋼執行局の一人。
モデルはSKSカービン。
アールピーケー (RPK)
声 - 渡辺明乃
ロシアのイズマッシュ社生まれの軽機関銃。
大柄な体格であり、かなり乱暴かつ男っぽい。熱海編で砂浜に来た現国とふんこをななよんとM70b1で襲うが、じーすりの狙撃で撃退される。その後、現国にけがの手当てをされたことで好意を抱き、現国が赤鋼に連れてこられた時はメイド服を着て世話をしていた。
アニメ版では、商店街でふんこと戦うが、ななよんに撤退命令を出されて渋々従う。
原作では軍服姿で戦ったが、アニメ版では戦闘時から制服姿で戦う。表紙裏漫画の中では人前でパンツを見せるなど、羞恥心は低い模様。
モデルはRPK軽機関銃。
ドラグノフ (SVD)
ロシアのイズマッシュ社生まれ。
7.62x54mmR弾を使用する狙撃銃。500m先の狙撃手を確認できる視力を持つ。熱海編で少佐とともにふんこ達の前に現れ、しぐを狙撃する。その後、勝手に行動しているビゾンを連れ戻すために青錆学園に現れる。「カーリィはエイリアン」といういちろくの嘘を真に受けるなど少々天然。尻尾が大きく、青錆学園に現れた時には初等部の生徒達が尻尾に掴まって感触を堪能していた。
モデルはSVD。単行本3巻では「ドラ子」という名称も出てくる。
ヴィズ (Vz58)
チェコスロバキアのセスカ・ゾブロヨフカ国営会社生まれ。
細見の身体をしているが、AK-47と同じ7.62x39mm弾を使用しているため威力は高い。
モデルはVz 58。

#### 二本線
ななよん (AK74)
声 - 高垣彩陽
ロシアのイズマッシュ社生まれのアサルトライフル。
キツネ耳・キツネ尻尾のスリムな美少女。熱海編ではキツネのお面を着用。ふんこの本気になった時の顔がお気に入りの模様。熱海編においてはリーダー格となる。しぐに額を撃たれ負傷する。
本編では一貫して冷徹だったが、表紙裏漫画では「どんなパンツを履いているか」というセクハラまがいのお題に顔を赤らめて抗議する一面を見せる。
モデルはAK74。
サイガ (Saiga 12k)
声 - 神田朱未
ロシアのイズマッシュ社生まれ。
AKシリーズをベースにボックスマガジンを使用するセミオート方式のショットガン。ネコ耳・ネコ尻尾で語尾が「～ニャア」。近距離では圧倒的な制圧力を持つが、相手と距離が離れると弱くなる。熱海編でいちろくと戦うが撃退される。
モデルはサイガ12k。
M70b1
ユーゴスラビア（セルビア）のツァスタバ・アームズ社生まれのAKシリーズをベースにしたアサルトライフル。
熱海編で現国とふんこをななよんとRPKで襲うが、じーすりの狙撃で撃退される。その後、現国に治療を受ける。
モデルはツァスタバ M70B1。
MPi-AKS-74N
東ドイツのズール国営企業コンビナート生まれ。
AKS-74を東ドイツがライセンス生産したモデルで、本体右側面に折りたたむフォールディングストックが特徴。ななよんと同じく5.45x39mm弾を使用する。熱海編ではサイガと共にいちろくとサコを迎え撃ったが、撃退された。
モデルは、MPi-AKS-74。
86式自動歩槍
声 - 高森奈津美
中国の中国北方工業公司社生まれのAKシリーズをベースにしたブルパップ式アサルトライフル。
黒髪のボブカットで性格は強気。熱海編でえると戦うが撃退される。
モデルは86式自動歩槍。
トリッツァチ・ドゥヴァ (HK32)
ドイツのH&K社生まれ。
じーすりの妹だが、使用弾丸がAK47等の東側の銃と同じ7.62x39mm弾(M43)であることから紅鋼高に所属する。じーすりからは「ミニ」と呼ばれている。
熱海編でじーすりを狙撃しようとするが、ふぁるに阻止される。
モデルはHK32。
63式自動歩槍
中国の中国北方工業公司社生まれのSKSカービンをベースにしたカービンライフル。
お団子頭のエルフ耳。
モデルは63式自動歩槍。
アバカン (AN-94)
ロシアのイズマッシュ社生まれ。
ななよんの後継モデルで、同じく5.45x39mm弾を使用する。発射機構の構造上マガジンが右に傾いているため、常に小首をかしげている。熱海編で少佐とともにふんこ達の前に現れるが、いちろくにより撃退される。
モデルはAN-94。
ヴィントレス (VSS)
ロシアの特殊研究所デジニトクマッシ及びテューラ工場生まれ。
消音に特化した狙撃銃。青錆学園の小、中合同演習の時に、ななよん達を狙うしぐを狙撃して援護する。
モデルはVSS。
ユー (AKS74U)
ロシアのイズマッシュ社生まれ。
モデルはAKS-74U。

#### 一本線
ビゾン (Bizon)
ロシアのイズマッシュ社生まれ。
AKシリーズのサブマシンガン。小さいが性格は過激。熱海編で不意を突いていちはちを撃退する。その後、青錆学園の初等部と中等部の対立を画策するが、ドラグノフに連れ戻される。
表紙裏漫画の中で、（スケルトンストックであることから）Tバッグを履いていることが判明し、ななよんとRPKを「10年早い」と焦らせた。
モデルはBizon。

#### その他
少佐
紅鋼高の教官。
人間のロシア軍人と思われるが詳細は不明。熱海戦の状況を収拾するため、アバカンとドラグノフを伴ってふんこ達の前に現れる。
OSV96
ロシアのツーラ造兵廠生まれ。
登場したが顔は映されていない。
モデルはOSV-96。

### 江ノ島
ベティ (SC70/90)
イタリアのピエトロ・ベレッタ社生まれ。
銃であるが、一般の高校に通っている。FNCと外観が似ている事がコンプレックスで、ふんこに対抗心を燃やす。交流戦で似ている事を逆手にとってふんこに変装し、現国を色仕掛けで貶めようとしたが失敗。しかし、その後もまったく懲りずにふんこに突っ掛かる。ふんことの別れ際に今度は自分が青錆学園に乗り込んでいくと宣言する。
モデルはSC70/90。
びーえむ(BM59)
イタリアのピエトロ・ベレッタ社生まれ。
M1ガーランドを改造してフルオート化したバトルライフル。M1ガーランドをベースにしているため、外見はいちよんに似ている。江ノ島に訪れたふぁる達に実弾戦(フル・コンタクト)の交流戦を持ちかける。交流戦では自身の特性を活かして展望台からふぁる達を狙撃していたが、しぐの仰角射撃を何発も喰らう。
モデルはBM59。
スパス(SPAS12)
イタリアのフランキ社生まれ。
手動のポンプアクションと自動装填のセミオートに切り替えられるショットガン。よくベティと行動している。ベティと同じく一般の高校に通っている。感情が高ぶると口が悪くなる。
モデルはSPAS12。
ベネリ(ベネリM4)
イタリアのベネリ社生まれ。
アメリカ海兵隊にも採用されているショットガン。ベティ達と行動している。青錆学園のベネリ(ベネリM3の方)との詳しい関係は不明。
モデルはベネリM4スーペル90。
AR70
イタリアのピエトロ・ベレッタ社生まれ。
SC70/90の前身に当たるアサルトライフル。顔が似ているためベティの替え玉になって交流戦に出ていたが、ちゅーすりに見破られる。
モデルはベレッタAR70。

### その他
カーリィ
声 - 乃村健次
ガンショップのオーナー。
アフロとオカマ口調が特徴の男性。いちろくには「おっちゃん」と呼ばれている。ちなみに、いちろくは初等部に「カーリィはエイリアン」という嘘を吐いている。学園祭に出店する時は「フラワー」と名乗っている。
ろくよん（六四式小銃）
日本の豊和工業生まれ。
和服を纏う。はちきゅうと共に暴走車を制圧した。トンプソン先生とは古い友人。別名「防人の鉾」。
モデルは六四式小銃。
はちきゅう（八九式小銃）
日本の豊和工業生まれ。
ろくよんのことを「お姉ちゃん」と呼ぶ。青錆学園や紅鋼工業高校とは別のセーラー服を着ている。FNCと89式は似ているといわれることも。
モデルは八九式小銃（折り曲げ銃床型）。
ふぁる(FN FAL)
ベルギーのFN社生まれ。
もう一人のふぁる。ふぁる(L1A1)にふんこの面倒を頼む。ふんこは同人誌『るふいら!!』にてその性格を「過激」と評している。
モデルはFN FAL。
ファマス(FA-MAS)
フランスのサン＝テチエンヌ造兵廠生まれ。
後ろ髪を複数に縦ロールした髪型が特徴。ふんこ達とは違う学校に通っており、学校では「ステファニーナ」と名乗っている。保土ケ谷から横浜一帯をテリトリーとしている。「とある組織」からの依頼を受けて、色々と暗躍している。
えるからは同じブルパップ式ライフルで世界で初めて軍採用された銃だったため、嫉妬心を持たれている。
作者の同人誌「るふいら!!」ですでに登場していたが、本誌では6巻から初登場している。
モデルはFA-MAS。

## 備考
銃
銃が意思を持ち擬人化した存在はいつでも本体の銃を出すことが出来るが、銃が破損したりすると擬人化している身体にも体調が悪化したり、服が脱げるといった影響が出てくる。また銃が自らの意志で発砲した場合、物体は破壊されるものの、人間や銃の命を殺傷することは出来ない（どちらも気絶するのみ）。また西欧製の銃器は通常の人間と変わらない姿をしているが、AKシリーズやその派生型の銃は獣耳やエルフ耳など、半獣人的な特徴を持つ。
男女両方の銃が存在するが、「うぽって!!」劇中に登場する銃の大半は女性である。
青錆学園
主に西側諸国の銃である生徒たちが通う学校。弾薬のカテゴリごとに課程が区分されている。
初等部の生徒は拳銃弾を使用するサブマシンガン、中等部の生徒は小口径高速弾を使用するアサルト・ライフル、高等部の生徒は主に7.62mm×51弾を使用するバトル・ライフルとなっている。学校外で教員たちに許可無く発砲することは校則で禁止されており、これを破ったふんこは謹慎処分を食らった。
紅鋼工業高校
AKシリーズを中心に、主に東側諸国の銃である生徒が通う学校。
青錆学園と同じように弾薬ごとに区分されており、制服の襟のラインの本数で示されている。
一本線（青錆学園の初等部に相当）は拳銃弾のサブマシンガンや新型組、二本線（青錆学園の中等部に相当）は小口径のアサルトライフルの中堅組やコピー銃、三本線（青錆学園の高等部に相当）は大口径のアサルトライフルの古株組や狙撃銃となっている。そして、紅鋼校を束ね頂点に立つ三本線の紅鋼執行局のみが星付きと呼ばれている。
工業校ではあるが、紅鋼校を支えていたスポンサーが倒産して財政難に陥ってしまったため、校内でジャガイモなどの農作物を栽培しているなど、農業校みたいなことをしている。
ストック形状
銃器のストックの形状が、それぞれが着用している下着のタイプに対応している。なお、ふんこやガリル・しぐ達は、水着の際にもこれを則っている。
フィクスドタイプ（固定式）は普通の形状（ブルパップ式の銃のストックも同じと考えられている）。サイドフォールディングタイプ（折り畳み式）はハイレグ形状。テレスコピックタイプ（伸縮式）はビキニ形状。また、同じ伸縮方式でもH&K社の製品は、構造もテレスコピックタイプとは差異が見られリトラクタブルタイプ（収納式）とされており、ローライズ形状。スケルトンタイプ（フレーム式）はTバック形状となっている。また、スリング（負い紐）を使用するタイプはGストリング、ストックなどが一切無い場合は「無し」（ノーパン）となっている。

## 書誌情報
- 天王寺キツネ『うぽって!!』角川書店〈角川コミックス・エース〉、既刊15巻（2024年8月26日現在）
  1. 2010年7月3日発行、ISBN 978-4-04-854508-2
  2. 2011年4月26日発行、ISBN 978-4-04-715695-1
  3. 2012年3月26日発行、ISBN 978-4-04-120187-9
  4. 2012年10月26日発売、ISBN 978-4-04-120461-0 ／ オリジナルアニメBD付き限定版 2012年10月13日初版発行、ISBN 978-4-04-120228-9
  5. 2013年7月4日発売、ISBN 978-4-04-120805-2
  6. 2014年2月26日発売、ISBN 978-4-04-121041-3
  7. 2015年1月26日発売、ISBN 978-4-04-102558-1
  8. 2016年2月26日発売、ISBN 978-4-04-811139-3
  9. 2017年4月4日発売、ISBN 978-4-04-105447-5
  10. 2018年3月26日発売、ISBN 978-4-04-106498-6
  11. 2018年10月26日発売、ISBN 978-4-04-107471-8
  12. 2019年6月26日発売、ISBN 978-4-04-108583-7
  13. 2020年2月26日発売、ISBN 978-4-04-109227-9
  14. 2023年5月26日発売、ISBN 978-4-04-111100-0
  15. 2024年8月26日発売、ISBN 978-4-04-115299-7

## アニメ
テレビアニメが2012年4月から6月までニコニコ生放送にて先行配信され、同年7月より独立局ほかにて放送された。全10話。原作単行本第4巻に付属するOAD（2012年10月12日発売、Blu-ray付限定版）も存在する。
制作にあたって、無可動実銃専門店「シカゴレジメンタルス」への見学やグアムでキャラクターのモデルとなった銃を試射する等の取材を重ねており、録音した実射音が作中で効果音として使われている。

### スタッフ
- 原作 - 天王寺キツネ（月刊少年エース/4コマなのエース連載）
- 監督 - 加戸誉夫
- シリーズ構成 - 荒川稔久
- 軍事考証 - 鈴木貴昭
- キャラクターデザイン・総作画監督 - 高見明男
- 銃器デザイン・銃器総作監 - 西谷泰史
- プロップデザイン - 藤原奈津子
- 美術監督 - 木下了香
- 美術設定 - 青木薫
- 色彩設計 - 池田歩美
- 撮影監督 - 中田智之
- オフライン編集 - 坂本久美子
- 音響監督 - 明田川仁
- 音楽 - 橋本由香利
- 音楽プロデューサー - 植村俊一
- プロデューサー - 五味健次郎、田村淳一郎、草壁匠
- アニメーション制作 - XEBEC
- 製作 - うぽって!!製作委員会

### 主題歌
オープニングテーマ「I.N.G.」
作詞 - 辻純更 / 作曲 - 酒匂謙一 / 編曲 - 梅堀淳 / 歌 - sweet ARMS（野水伊織、富樫美鈴、佐土原かおり、味里）
エンディングテーマ「ひめくり」
作詞 - 三浦誠司 / 作曲・編曲 - 森空青 / 歌 - 佐土原かおり
挿入歌「もっともっともっと」（OAD）
作詞 - 辻純更 / 作曲 - 合渡恵子 / 編曲 - マルヤマテツオ / 歌 - 佐土原かおり

### 各話リスト
| 話数           | サブタイトル        | 脚本         | 絵コンテ | 演出     | 作画監督                                  |
| -------------- | ------------------- | ------------ | -------- | -------- | ----------------------------------------- |
| #001           | にぎって たもって!! | 荒川稔久     | 加戸誉夫 | 高橋秀弥 | 高見明男、西谷泰史                        |
| #002           | きばって うかって!! | 荒川稔久     | 加戸誉夫 | 黒田幸生 | 竹谷今日子、ウエタミノル                  |
| #003           | あらって こすって!! | 荒川稔久     | 高見明男 | 孫承希   | 藤原奈津子、竹森由香                      |
| #004           | うたって きそって!! | 小鹿りえ     | 飯村正之 | 飯村正之 | 小宮山由美子、藤田正幸 猿渡聖加           |
| #005           | かすって さかって!! | 高山カツヒコ | 高橋秀弥 | 高橋秀弥 | 西谷泰史                                  |
| #006           | うばって あせって!! | 高山カツヒコ | 黒田幸生 | 黒田幸生 | 古川信之                                  |
| #007           | ぶるって みまって!! | 小鹿りえ     | 孫承希   | 孫承希   | 竹谷今日子、小野和美 竹森由香             |
| #008           | まわって しかって!! | 小鹿りえ     | 高橋秀弥 | 高橋秀弥 | 猿渡聖加、藤田正幸 小宮山由美子           |
| #009           | もやって いかって!! | 荒川稔久     | 飯村正之 | 飯村正之 | ウエタミノル、高見明男                    |
| #010           | でもって うぽって!! | 荒川稔久     | 加戸誉夫 | 加戸誉夫 | 古川信之、織田誠 長屋侑利子、西谷泰史     |
| OVA （未放送） | みあって わらって!! | 小鹿りえ     | 高見明男 | 孫承希   | 高見明男、藤原奈津子 竹谷今日子、竹森由加 |

### 放送局
| 放送地域 | 放送局         | 放送期間              | 放送日時           | 放送系列       | 備考               |
| 先行配信 | 先行配信       | 先行配信              | 先行配信           | 先行配信       | 先行配信           |
| -------- | -------------- | --------------------- | ------------------ | -------------- | ------------------ |
| 日本全域 | ニコニコ生放送 | 2012年4月7日 - 6月9日 | 土曜 23:30 - 24:00 | ネット配信     | タイムシフト未対応 |
| 本放送   |                |                       |                    |                |                    |
| 東京都   | TOKYO MX       | 2012年7月4日 - 9月5日 | 水曜 25:00 - 25:30 | 独立局         |                    |
| 兵庫県   | サンテレビ     | 2012年7月4日 - 9月5日 | 水曜 26:05 - 26:35 | 独立局         |                    |
| 岐阜県   | 岐阜放送       | 2012年7月5日 - 9月6日 | 木曜 25:45 - 26:15 | 独立局         |                    |
| 三重県   | 三重テレビ     | 2012年7月5日 - 9月6日 | 木曜 26:20 - 26:50 | 独立局         |                    |
| 福岡県   | TVQ九州放送    | 2012年7月5日 - 9月6日 | 木曜 26:53 - 27:23 | テレビ東京系列 |                    |
| 千葉県   | チバテレビ     | 2012年7月6日 - 9月7日 | 金曜 25:30 - 26:00 | 独立局         |                    |
| 日本全域 | BS日テレ       | 2012年7月6日 - 9月7日 | 金曜 26:30 - 27:00 | BS放送         |                    |
| 埼玉県   | テレ玉         | 2012年7月8日 - 9月9日 | 日曜 24:30 - 25:00 | 独立局         |                    |
| 神奈川県 | tvk            | 2012年7月8日 - 9月9日 | 日曜 24:30 - 25:00 | 独立局         |                    |

## WEBラジオ
『うぽって!! ラジオ 〜とつげき!! sweet ARMS〜』は、2012年4月13日から9月28日までHiBiKi Radio Stationで配信されたラジオ番組。毎週金曜日配信。なお本放送前の3月23日にはプレ放送が配信された。
パーソナリティ
- 野水伊織（ふんこ 役）、富樫美鈴（いちろく 役）、佐土原かおり（しぐ 役）、味里（える 役）

コーナー
オープニングキャッチコピー
FNCは何の略？
FNCは何の略か視聴者に送ってきてもらうコーナー。
おしえて!! ふんこちゃん
FNC役の野水伊織が銃に関する質問に答えるコーナー。
落とせ!! ターゲット
パーソナリティ4人が与えられたお題に対して即興で男性の心を打ち抜く小芝居をするコーナー。ヒッピーノ教官（スタッフ）の反応次第で0点から5点のポイントが与えられる。
DJCD
発売元は響、全3巻。録りおろしの回のパーソナリティは本放送と同じ。ジャケットはキャラクターデザインの高見明男描きおろし、解説には、落とせ!!ターゲットの成績とキャストコメントが掲載されている。
- うぽって!!ラジオ〜とつげき！sweet ARMS〜ラジオCD vol.1（2012年7月25日発売）

CD2枚組で1枚は録りおろしの落とせ!！ターゲット反省会を収録したオーディオCD、2枚目はラジオ本放送の第0回から第5回までを収録したデータCDとなっている。
- うぽって!!ラジオ〜とつげき！sweet ARMS〜ラジオCD vol.2（2012年9月26日発売）

CD2枚組で1枚は録りおろしの特別回として「アニメ『うぽって!!』振り返り座談会」、「さよなら!!ふんこちゃん」『落とせ!!ターゲット、CD版・特別実習！』が収録されているオーディオCD。もう1枚はラジオ本放送第6回から第12回までを収録したデータCD。
- うぽって!!ラジオ〜とつげき！sweet ARMS〜ラジオCD vol.3（2012年11月28日発売）

CD2枚組で1枚は録りおろしの特別回として「アニメ『うぽって!!』振り返り反省会」、「おかえり!!ふんこちゃん」『落とせ!!ターゲット、CD版・特別実習！』が収録されているオーディオCD。もう1枚はラジオ本放送第13回から第25回までを収録したデータCD。

## 関連商品

### 小説版
うぽって!!らいふる・らいふ
富士見ファンタジア文庫（富士見書房）レーベルより発売。著者は夏希のたね。イラストはアニメキャラクターデザインの高見明男と笛吹りなが担当。高見は表紙、笛吹は口絵と挿絵をそれぞれ担当している。口絵には主人公4人組の解説も設けられている。
内容は原作とアニメとも異なり、タイトルどおり銃たちの日常を描いている。また巻末に原作者描きおろしの4コマ漫画が収録されている。
- 2012年7月20日発売 ISBN 978-4-8291-3781-9

### ファンブック
うぽって!! 公式ビジュアルブック　青錆学園リア銃美少女図鑑
角川書店より発売された。A4判。
- 2012年8月25日発売 ISBN 978-4-04-110285-5

## コラボレート
ゲーム
- TVアニメーション「うぽって!!」がガンホー・オンライン・エンターテイメントのオンラインTPS『トイ・ウォーズ』のコラボガチャ「フィギュア☆スター」に登場している[25]。
- TVアニメーション「うぽって!!」がNHN JapanのオンラインTPS『大戦略WEB』のコラボミッションや士官ブローカーが登場している[26]。
- 『月刊少年エース』『ヤングエース』の漫画の内「うぽって!!」を含む全12タイトルのキャラクターがコロプラのソーシャルゲーム『クイズRPG 魔法使いと黒猫のウィズ』にカードとして登場している[27]。

アーミーナイフ
- スイスのアーミーナイフメーカーのビクトリノックスとのコラボレーションで迷彩柄に各キャラクターの銃器シルエットがシルバープリントされたマルチツールのアーミーナイフが発売されている。